# Louis Saint-Ange de La Colombe
Pour les articles homonymes, voir La Colombe.
Louis Saint-Ange de La Colombe dit le chevalier de La Colombe, né le 29 août 1755 à Saint-Jean-de-Nay, est un proche de La Fayette, il participe activement avec celui-ci à la guerre d'indépendance des États-Unis et à la Révolution française.

## Biographie
Âgé de 22 ans, il prend passage à Bordeaux le 21 mars 1777 à bord de la Victoire, vaisseau acheté par La Fayette. Avec lui figurent sur la liste des passagers le baron de Kalb et plusieurs officiers enrôlés par ce dernier et La Fayette pour combattre en Amérique. Ils arrivent le 13 juin 1777 dans le port de South Inlet, en Caroline du Sud.
Nommé aide de camp volontaire de La Fayette, il s'acquitte au mieux de missions confidentielles lors des campagnes de 1777-1778. Capitaine dans l'armée des États-Unis (1779), il regagne la France où il est promu au grade de capitaine de Dragons du régiment du roi (1780). 
Avec la seconde expédition, il participe à de nombreux combats et à la victoire décisive de Yorktown en Virginie en 1781. 
Fait en France chevalier de l'Ordre royal et militaire de Saint-Louis, il est aussi titulaire de l'ordre américain de Cincinnatus (1784). Il est reçu, sur recommandation de La Fayette, aux Gardes du corps du comte d'Artois (1785).
En 1789, il est au Puy où il soutient la candidature de Charles César de Fay de La Tour-Maubourg au siège de député de la noblesse de la sénéchaussée aux États généraux.
Nommé par La Fayette aide major général de la Garde Nationale parisienne (12 août 1789), il est préposé à la surveillance de la famille royale et à celle du Dauphin au lendemain de la fuite de Varennes. Il devient colonel du 104e régiment (août 1791), aide de camp de La Fayette (1792) et franchit la frontière en août 1792, en même temps que La Tour-Maubourg, Sicard, Jean Louis Romeuf et Jacques Alexandre Romeuf, tous de l'entourage du marquis. Considéré comme émigré pendant l'emprisonnement de celui-ci, il est à Londres, avec les Romeuf (1793), puis, après sa libération, il le rejoint à Vianen (Hollande), où ils rassemblent des matériaux pour écrire ses mémoires (1798).
Rayé de la liste des émigrés en 1799, postérieurement à cette date où on le rencontre à Philadelphie, il n'est plus fait mention de son nom. Il serait mort dans cette ville, après y avoir fait souche, vers 1802.

## Sources
- Ulysse Rouchon, Un ami de La Fayette, le chevalier de La Colombe, dans Les Amitiés Foréziennes et Vellaves, 1923 et 1924.
- Compagnons de Lafayette, n° 8 du catalogue de l'exposition, Baptistère Saint-Jean, Le Puy-en-Velay, 3 juillet - 15 septembre 1976.